# Encyclopædia Iranica
L'Encyclopædia Iranica és un projecte de la Universitat de Colúmbia començat el 1973 amb la intenció de crear una enciclopèdia en llengua anglesa sobre la història, cultura i civilització dels pobles irànics des de la Prehistòria a l'actualitat.És l'enciclopèdia estàndard per als iranistes.
L'abast de l'enciclopèdia va més enllà de l'Iran i abasta altres àrees geogràfiques on les llengües iràniques van dominar en certs moments, com ara Afganistan, Tajikistan, Anatòlia i el Kurdistan, així com algunes regions d'Àsia com el Caucas, Àsia del Sud, Àsia central i Mesopotàmia. Les relacions del món iranià amb altres cultures (Xina, els països europeus, etc.) també estan coberts.
A més de la versió a paper, part de l'enciclopèdia està disponible de franc al web oficial amb codificacions Unicode.
L'editor en cap és el professor Ehsan Yarshater. El consell editorial inclou Nicholas Sims-Williams, Christopher J. Brunner, Ashtiany Mohsen, Manuchehr Kasheff, i més de 40 editors de consultoria de les principals institucions internacionals que realitzen investigacions relacions amb els estudis iranians.
Des del 1979, l'enciclopèdia ha estat patrocinada per l'agència federal nord-americana National Endowment for the Humanities, que des del 2007 ha estat cobrint un terç del pressupost del projecte. La llista de patrocinadors inclou l'American Council of Learned Societies, Union Académique Internationale i la Iran Heritage Foundation entre altres fundacions benèfiques i particulars filantròpics.